# David Hellebuyck
David Hellebuyck (ur. 12 maja 1979 w Nantui) – piłkarz francuski grający na pozycji lewego pomocnika.

## Kariera klubowa
Karierę piłkarską Hellebuyck rozpoczął w szkółce piłkarskiej Olympique Lyon. W 1998 roku był w kadrze pierwszej drużyny prowadzonej przez Bernarda Lacombe'a. 8 kwietnia 1999 zadebiutował w Ligue 1 w wygranym 4:1 domowym meczu z FC Sochaux-Montbéliard. Jednak przez rok rozegrał tylko trzy spotkania ligowe w barwach Lyonu. Jeszcze w sierpniu 1999 został zawodnikiem En Avant Guingamp i przez jeden sezon występował w rozgrywkach drugiej ligi francuskiej.
W 2000 roku David przeszedł do szwajcarskiego Lausanne Sports i przez rok był jego podstawowym zawodnikiem w drugiej lidze szwajcarskiej. W 2001 roku wrócił do Francji i został piłkarzem AS Saint-Étienne. Swoje pierwsze spotkanie w barwach ASSE rozegrał 28 lipca przeciwko FC Istres (1:2). Stał się podstawowym zawodnikiem zespołu „Zielonych” i w sezonie 2003/2004 przyczynił się do awansu klubu do pierwszej ligi Francji. Do końca sezonu 2005/2006 rozegrał dla tego klubu 170 spotkań i zdobył 14 goli.
W lipcu 2006 roku Hellebuyck przeszedł z Saint-Étienne do stołecznego Paris Saint-Germain. Zadebiutował 5 sierpnia w przegranym 2:3 domowym meczu z FC Lorient i do 20. kolejki zagrał we 12 spotkaniach będąc dublerem Jérôme Rothena, ale potem nie wystąpił już w żadnym ligowym meczu PSG.
Latem 2007 roku Hellebuyck został sprzedany za 800 tysięcy euro do OGC Nice. Swoje pierwsze spotkanie dla „Les Aiglons” rozegrał 4 sierpnia przeciwko SM Caen (0:1). W całym sezonie 2007/2008 zdobył dla drużyny z Nicei 5 goli.
| Sezon   | Klub                | Kraj       | Rozgrywki        | Mecze | Bramki | Rozgrywki Europy | Mecze | Bramki |
| ------- | ------------------- | ---------- | ---------------- | ----- | ------ | ---------------- | ----- | ------ |
| 1998/99 | Olympique Lyon      | Francja    | Division 1       | 2     | 0      | -                | -     | -      |
| 1999/00 | Olympique Lyon      | Francja    | Division 1       | 1     | 0      | -                | -     | -      |
| 1999/00 | En Avant Guingamp   | Francja    | division 2       | 18    | 1      | -                | -     | -      |
| 2000/01 | Lausanne Sports     | Szwajcaria | Challenge League | 32    | 1      | Liga Europy UEFA | 2     | 0      |
| 2001/02 | AS Saint-Étienne    | Francja    | Division 2       | 28    | 0      | -                | -     | -      |
| 2002/03 | AS Saint-Étienne    | Francja    | Ligue 2          | 31    | 2      | -                | -     | -      |
| 2003/04 | AS Saint-Étienne    | Francja    | Ligue 2          | 37    | 5      | -                | -     | -      |
| 2004/05 | AS Saint-Étienne    | Francja    | Ligue 1          | 38    | 4      | -                | -     | -      |
| 2005/06 | AS Saint-Étienne    | Francja    | Ligue 1          | 36    | 3      | -                | -     | -      |
| 2006/07 | Paris Saint-Germain | Francja    | Ligue 1          | 12    | 1      | Liga Europy UEFA | 5     | 0      |
| 2007/08 | OGC Nice            | Francja    | Ligue 1          | 36    | 5      | -                | -     | -      |
| 2008/09 | OGC Nice            | Francja    | Ligue 1          | 37    | 1      | -                | -     | -      |
| 2009/10 | OGC Nice            | Francja    | Ligue 1          | 29    | 2      | -                | -     | -      |
| 2010/11 | OGC Nice            | Francja    | Ligue 1          | 9     | 0      | -                | -     | -      |
| 2011/12 | OGC Nice            | Francja    | Ligue 1          | 12    | 1      | -                | -     | -      |

Stan na: 6 czerwca 2012 r.

## Kariera reprezentacyjna
W 1997 roku Hellebuyck wywalczył wraz z reprezentacją Francji U-18 mistrzostwo Europy U-18.